# Theseus (Forschungsprogramm)

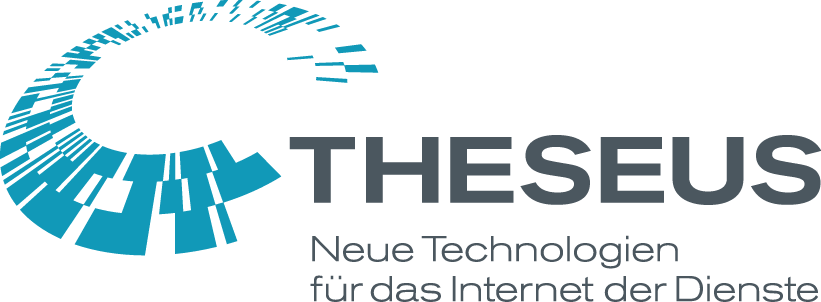
Theseus-Logo

Theseus (Eigenschreibweise THESEUS) war ein vom Bundesministerium für Wirtschaft und Technologie (BMWi) initiiertes Forschungsprogramm mit dem Ziel, den Zugang zu Informationen zu vereinfachen, Daten zu neuem Wissen zu vernetzen und die Grundlage für die Entwicklung neuer Dienstleistungen im Internet zu schaffen.

## Hintergrund
Ursprünglich wurde das Theseus Forschungsprogramm 2006 als Leuchtturmprojekt im Bereich „semantische Suchmaschinen“ gegründet. Es ging aus dem deutsch-französischen Quaero-Projekt hervor, nachdem auf dem IT-Gipfel im Dezember 2006 die Bundesregierung ihren Ausstieg aus dem Konsortium erklärte. Beide Seiten begründeten dies mit der Tatsache, dass sich unterschiedliche Arbeitsschwerpunkte herausgebildet hatten.
Während Quaero insbesondere durch den französischen Staatspräsidenten Jacques Chirac als „europäische Google-Konkurrenz“ bekannt wurde, grenzte sich die Bundesregierung alsbald von dieser Bezeichnung ab: Bereits im März 2007 erklärte sie, dass das Theseus-Programm „keine neue Suchmaschine zum Ziel“ hat.
Theseus und Quaero ergänzen sich komplementär und sind eng über regelmäßig tagende Arbeitsgruppen verzahnt.
Im Februar 2012 lief das Projekt planmäßig, mit einem zweitägigen Kongress aus.

## Ziele
Im Fokus des Forschungsprogramms stehen semantische Technologien, die Inhalte (Wörter, Bilder, Töne) nicht mit Hilfe herkömmlicher Verfahren (z. B. Buchstabenkombinationen) ermitteln, sondern die inhaltliche Bedeutung von Informationen erkennen und einordnen können. Mit diesen Technologien sollen Computerprogramme besser nachvollziehen können, in welchem Kontext Daten abgespeichert wurden. Darüber hinaus können Computer aus den Inhalten logische Schlüsse ziehen und selbständig Zusammenhänge zwischen unterschiedlichen Informationen aus mehreren Quellen erkennen und herstellen. Mit diesen Technologien schafft Theseus die Grundlage für neuartige Produkte, Werkzeuge, Dienste und Geschäftsmodelle für das Internet der Dienste.
Das Forschungsprogramm leistet damit wichtige Beiträge zu zwei aktuellen Entwicklungen in der Informations- und Kommunikationstechnologie (IKT):
1. Die Schaffung eines „Internet der Dienste“, einer „Marktplattform, auf der künftig Serviceleistungen wie Güter handelbar und auf der Grundlage semantischer Technologien und serviceorientierter Architekturen beliebig kombinierbar“[5] sind
2. Das Vorantreiben des lernfähigen „Web 3.0“, welches laut Wolfgang Wahlster (DFKI GmbH) durch seine semantischen Verknüpfungen dem Endnutzer auf eine Anfrage „direkt eine präzise Antwort“[6] liefern soll

## Struktur
Das Programm hat eine Laufzeit von fünf Jahren und wird vom BMWi mit ca. 100 Millionen Euro gefördert. Die für Forschung und Entwicklung zur Verfügung stehenden Mittel verteilen sich je zur Hälfte auf Wissenschaft und Wirtschaft. Zusätzliche 100 Mio. Euro werden als Eigenmittel der beteiligten Partner aus Industrie und Forschung aufgebracht, so dass insgesamt rd. 200 Mio. Euro in die zukunftsweisenden Forschungsarbeiten fließen.
Theseus wird in zwei Phasen durchgeführt: In Phase 1 wurden bis 2008 erste Lösungen und Demonstratoren entwickelt, die in Phase 2 durch zusätzliche, im Wege einer Ausschreibung gewonnene Partner insbesondere aus der mittelständischen Wirtschaft weiterentwickelt werden.

## Basistechnologien
Zu den Basistechnologien, die von den Forschungspartnern entwickelt werden, gehören unter anderem Funktionen zur automatisierten Erzeugung von Metadaten für Audio-, Video-, 2D und 3D-Bilddateien und deren Kombination, sowie Mechanismen für die semantische Verarbeitung multimedialer Dokumente und der damit verknüpften Services. Im Fokus der Forschung steht auch die Entwicklung von Werkzeugen für das Management Ontologie-unterstützter Wissensrepräsentation. Darüber hinaus werden neue Methoden des maschinellen Lernens und der situationsbewussten Dialogverarbeitung entwickelt. Gleichzeitig wird auch an innovativen Benutzeroberflächen und Interfaces gearbeitet.

## Anwendungsszenarien
Die Basistechnologien werden in den sechs Anwendungsszenarien Alexandria, Contentus, Medico, Ordo, Processus, Texo exemplarisch auf ihre Nutzbarkeit hin aufbereitet und getestet.

### Alexandria
Alexandria verfolgt – analog der gleichnamigen antiken Bibliothek – die Vision einer Wissensplattform im Internet. Im Fokus steht das von Usern generierte Wissen im Netz. Alexandria will dieses vernetzen und mit neu entwickelten Ordnungssystemen leichter zugänglich machen. Alexandria zeichnet sich durch ein Frage-Antwort-System aus, das es Nutzern ermöglichte, natürliche Fragen zu stellen, beispielsweise "Welcher Fluss fließt durch Köln?".
Im Juli 2011 enthielt die Plattform bereits rund 7 Millionen Einträge mit 10 Millionen Verknüpfungen, darunter 2 Millionen Informationen zu Personen, über eine Million zu Orten und rund 65.000 zu historischen Ereignissen, 761.000 Informationen über Organisationen und über 3,3 Millionen Werken. Diese Informationsdatensätze wurden unter anderem aus DBpedia, Freebase, GeoBase sowie rund 1000 deutschsprachigen Nachrichtenseiten.

### Contentus
Contentus entwickelt neue Technologien für den Aufbau von multimedialen Bibliotheken, die ihren Bestand zukünftig für Bürger online zugänglich machen wollen – z. B. Deutsche Digitale Bibliothek oder Europeana. Auf diese Weise wird der Zugang zu Wissen im digitalen Zeitalter gefördert und ein Beitrag zur Bewahrung des kulturellen Erbes geleistet.

### Medico
Innerhalb von Medico entsteht eine universell einsetzbare Suchmaschine für medizinische Bilder. Sie ermöglicht einen direkten, semantischen Zugang zu medizinischen Bilddatenbanken, um so individualisierte Diagnosen und Therapieplanungen sowie biomedizinische und epidemiologische Forschungen zu unterstützen.

### Ordo
Im Rahmen von Ordo entstehen semantische Technologien, die dem Benutzer eine übersichtliche und automatisch erstellte, Ordnung seiner gesamten digitalen Informationen ermöglichen. Sie ermöglichen durch die personalisierte Verknüpfung der Inhalte eine einheitliche Ordnung unstrukturierter und strukturierter Daten, so dass ein effizientes, individuelles Wissensmanagement möglich wird.

### Processus
Processus entwickelt Technologien, die den Vergleich von Produkten, Lösungen und Geschäftspartnern sowie das Aufspüren von Problemwissen für bestimmte Tätigkeiten ermöglicht. Im Ergebnis werden Grundlagen für eine semantische Plattform erarbeitet, die unternehmensinterne Ressourcenplanung und das Management digitaler Inhalte von Geschäftsprozessen integriert.

### Texo
Texo erforscht das Internet der Dienste und stellt
Komponenten für dessen Realisierung bereit. Eine Plattform soll ermöglichen, Dienste im Internet zu handeln, zu Mehrwertdiensten zusammenzusetzen und in die jeweilige Anwendungsumgebung des Kunden zu integrieren. Texo schafft so die Grundlage für eine Dienstleistungswirtschaft im Internet.

## Theseus Mittelstand
Theseus Mittelstand 2009 ist ein Technologiewettbewerb, mit dem das Forschungsprogramm Theseus anwendungsorientierte Projekte aus Forschung und Entwicklung (FuE) in der mittelständischen Wirtschaft fördert.
Theseus Mittelstand 2009 fordert Kleine und Mittlere Unternehmen (KMU) auf, eigene Ideen für das Internet der Dienste einzubringen und unter Nutzung der bisherigen Forschungsergebnisse und Technologien aus dem Theseus Programm bis 2012 in anwendungsnahen Projekten umzusetzen. Aus 65 Vorschlägen wurden 12 Projekte zur Förderung mit rund 10 Millionen Euro durch das BMWi ausgewählt. Theseus Mittelstand unterstützt den Transfer von wissenschaftlichen Erkenntnissen in den Mittelstand. In enger Verbindung mit den bestehenden Anwendungsszenarien Contentus, Medico, Ordo, Processus und Texo werden neue Softwareanwendungen und darauf basierende Dienstleistungen erarbeitet.

## Theseus Buch
Das im September 2014 veröffentlichte Buch „Towards the Internet of Services: The THESEUS Research Program“ beschreibt die wichtigsten Ergebnisse des THESEUS Forschungsprogramms, eines der zentralen Programme in der Initiative Digital 2015 der deutschen Bundesregierung und ihrer High-Tech Strategie 2020.
Das Internet der Dienste und das Internet der Dinge stellen die Hauptbausteine des zukünftigen Internets dar. Neben mobilen, sozialen und Cloud-Technologien sind semantische Technologien die Basis des digitalen Unternehmertums der Zukunft. Sie ermöglichen hierbei eine individualisierte Massenfertigung unter Einbindung individueller Kundenbedürfnisse und Berücksichtigung einer wirtschaftlichen sowie zuverlässigen Produktion. Durch die maschinenverständliche Darstellung erlauben diese Technologien eine automatisierte Verarbeitung sowie einen Informationsaustausch in der Mensch-Maschinen-Kommunikation und bilden damit eine essentielle Grundlage der vierten industriellen Revolution (Industrie 4.0). Entstehende Wettbewerbsvorteile in den jeweiligen Wirtschaftsbereichen führen dabei zu individuellen „Smart Products“, „Smart Services“ und „Smart Data“.
Zu den mitwirkenden Autoren gehören führende Wissenschaftler und Ingenieure aus hochrangigen akademischen und industriellen Forschungsteams. Die im Buch präsentierten Ideen und Technologien stammen aus den Bereichen wie das Internet der Dienste, dem Semantic Web und semantischen Technologien, Wissensmanagement und Suche; Benutzerschnittstellen, multimodale Interaktion und Visualisierung; maschinelles Lernen und Data Mining, der Geschäftsprozessunterstützung, Fertigung, Automatisierung, medizinische Systeme und integrierte Service-Engineering.